# アンナ・カレーニナの法則
アンナ・カレーニナの法則（英語: Anna Karenina principle）は、多数の要素によってその成功、失敗が左右されるような事象について、失敗の原因がたくさんありうることを指す法則である。

## 語源
ロシアの文豪レフ・トルストイが1877年に発表した長編小説『アンナ・カレーニナ』に由来している。これは同作の「すべての幸せな家庭は似ている。不幸な家庭は、それぞれ異なる理由で不幸である。」という書き出しから来ている。

## 応用例

### 家畜化の失敗
ジャレド・ダイアモンドが1997年に発表した『銃・病原菌・鉄』では、「なぜシマウマは家畜にならなかったのか」などの動物の家畜化に関する問題を考察する際に、アンナ・カレーニナの法則が引用された。ダイアモンドはこの原理を利用して、非常に少数の野生動物が歴史を通じて首尾よく家畜化されてきた理由を、成功裏に飼育された種が特定の肯定的な特性を持っていたからではなく、考えられる否定的な特性の数が不足しているためであると説明している。 第9章では、動物の家畜化が失敗した理由の6つのグループが定義されている。

### 生態リスク評価
生態学者ドウェイン・ムーアは、 生態学におけるアンナ・カレーニナの法則の適用について説明している。

### アリストテレス版
はるか古代に、 アリストテレスが『ニコマコス倫理学』（第2巻）で同じ原理を述べている。

### 熱力学の第二法則
システム内の組織化された状態の数（幸せな家族）は、アンナ・カレーニナの法則の別のバリエーションである、組織化されていない高エントロピー状態（不幸な家族）の数よりもはるかに少なく、多様性が少ない。熱力学第2法則は、孤立したシステム内の組織化された状態は自発的に最大エントロピー状態に進化し、多くの可能性があるとしている。

### 無秩序な混乱の秩序
人間、動物、木、草本、株式市場の価格、銀行部門の変化のグループに関する多くの実験と観察により、修正されたアンナ・カレーニナの法則が証明されている。

### 一般的な数学的背景
ウラジーミル・アーノルドは、著書『カタストロフ理論』の中で、ある意味でアンナ・カレーニナの法則を補足する「良いものの脆弱性の原則」について解説している。

### 企業・職場への応用
- トレイシー・ブラウアーはこの理論を職場に当てはめて、「社員のやる気を奮い立たせ、情熱を持って仕事をさせるためには自分のスキルや才能を発揮して、社員同士が切磋琢磨することができるところが最善の職場」だと述べている[6]。
- この法則は会社の経営にも当てはめることができる。例えば、業績の良い企業に共通する特徴として「積極的に経営革新に取り組んでいる」「将来に必要な人材の確保と育成に積極的に取り組み、採用した人材を大切にしている」「常に次の世代のことを考え、後継経営者の育成に取り組んでいる」などを挙げることができる[7]。
- マサキ経営代表の正木英昭は、この理論を企業の経営に当てはめた理論「5S アンナ・カレーニナの法則」について述べている[8]。

### 現代科学への応用
- Lutz BornmannやWerner Marxらはこの法則を現代科学に当てはめて、現代の科学で失敗に陥りやすい原因となるものを「研究助成金の企画書・原稿のピアレビュー」「出版物の引用」「新しい科学的発見」などに分けて述べている[9]。